# Ichthyophis sikkimensis
Espèce
Statut de conservation UICN

 DD  : Données insuffisantes
Ichthyophis sikkimensis est une espèce de gymnophiones de la famille des Ichthyophiidae.

## Répartition
Cette espèce se rencontre au Sikkim et dans le district de Darjeeling au Bengale-Occidental en Inde et dans le district d'Ilam au Népal.
Sa présence au Bhoutan est incertaine.

## Étymologie
Son nom d'espèce, composé de sikkim et du suffixe latin -ensis, « qui vit dans, qui habite », lui a été donné en référence au lieu de sa découverte.

## Publication originale
- Taylor, 1960 : On the caecilian species Ichthyophis glutinosus and Ichthyophis monochrous, with description of related species. University of Kansas Science Bulletin, vol. 40, no 4, p. 37-120 (texte intégral).